# آینده‌پژوهی
آینده‌شناسی(به انگلیسی: futurology) شامل مجموعهٔ تلاش‌هایی است که با جستجوی منابع، الگوها، و عوامل تغییر یا ثبات، به تجسّم آینده‌های بالقوّه و برنامه‌ریزی برای آن‌ها می‌پردازد. آینده‌شناسی بازتاب دهندهٔ چگونگی زایش واقعیّت «فردا» از دل تغییر (یا ثبات) «امروز»، است.
آینده‌شناسی برابر عبارت لاتین «Futures Study» است. واژهٔ جمع Futures به این دلیل استفاده شده‌است که با بهره‌گیری از طیف وسیعی از روش‌ها و به‌جای تصوّر «تنها یک آینده»، به گمانه‌زنی‌های نظام‌مند و خردورزانه، در مورد نه تنها«یک آینده» بلکه «چندین آیندهٔ متصوّر» مبادرت می‌شود.
موضوعات آینده‌شناسی دربرگیرندهٔ گونه‌های «ممکن»، «محتمل» و «دلخواه» برای دگرگونی از حال به آینده هستند.

## ضرورت آینده‌شناسی
امروزه تغییرات با آهنگی پرشتاب‌تر رخ می‌دهند. تغییرات فناوری و به دنبال آن تغییر در دیگر جنبه‌های زندگی، افزایش روزافزون وابستگی متقابل کشورها و ملل، تمرکززدایی جوامع و نهادهای موجود که به دلیل گسترش فناوری اطلاعات، شتاب بیشتری یافته‌است، تمایل روزافزون به جهانی‌شدن به همراه حفظ ویژگی‌های ملی، قومی و فرهنگی و بسیاری عوامل دیگر، لزوم درک بهتر از «تغییرات» و «آینده» را برای دولت‌ها، کسب وکارها، سازمان‌ها و مردم ایجاب می‌کند.
آینده اساساً دارای عدم قطعیّت است. با این همه آثار و رگه‌هایی از اطلاعات و واقعیت‌ها که ریشه در گذشته و اکنون دارند، می‌توانند رهنمون ما به آینده باشند. ادامهٔ «تصمیم‌گیری صرفاً چندین آینده محتمل بر اساس تجارب گذشته»، غفلت از رصد تغییرات آتی را در پی خواهد داشت و با تلخکامی روبرو خواهد شد.
عدم قطعیت نهفته در آینده برای برخی، توجیه‌کنندهٔ نداشتن دور اندیشی آنان است و برای عدّه‌ای دیگر منبعی گرانبها از فرصت‌ها.

## تاریخچهٔ آینده‌شناسی
اشتیاق بشر برای دانستن دربارهٔ آینده از عهد باستان وجود داشته‌است. پیشگویان و کاهن‌ها نمونه‌هایی از کسانی هستند که در گذشته تلاش داشتند به نحوی به این اشتیاق در نزد خاص و عام پاسخ دهند.
نخستین نشانه‌های جدی تر توجه بشر به آینده در عصر روشنگری دیده می‌شود، دورانی که بشر باور داشت که علوم برای هر چیزی راه حلی خواهند یافت. قوانین نیوتن در مورد حرکت، درک و تحلیل بسیاری از پدیده‌ها را ممکن ساخته بود. در اثر رشد شتابان علوم در این دوره، اندیشمندان عصر روشنگری واقعاً به این نتیجه رسیده بودند که تنها زمان می‌خواهد تا همه قوانین و قواعد جامعه و محیط پیرامون بشر معلوم و آشکار شود.
در همین دوران، بر خلاف گذشته که بیشتر اندیشمندان، افق‌های کاملاً روشنی از آینده (آرمانشهر)، تصویر می‌کردند، تجسم‌های تیره‌تری از آینده نیز موجودیت یافت. آثار اندیشمندانی چون اچ جی ول (H.G.Wells)، جورج اورول (George Orwell) و آلدوس هاکسلی (Aldous Huxley) از جمله چنین اندیشه‌هایی محسوب می‌شود و با چنین نمونه‌هایی است که کلاً آینده‌شناسی راه خود را به ادبیات باز می‌کند. کامیابی خیره‌کننده رمان‌های ژول ورن (Jules Verne) و پا گرفتن سبک علمی تخیلی در ادبیات، در ادامهٔ همین راه رخ می‌دهد.
برگزاری نمایشگاهی در سال ۱۸۹۳ که در آن اختراعات و نوآوری‌های شگفت‌انگیزی نظیر تلفن، لامپ برق و کینتوسکوپ (اولین دوربین فیلمبرداری) معرفی شد، باعث هیجان عمومی گردید. در همان روزها یک نشریه مطرح، فراخوانی از ۷۴ شخصیت برجسته آن روزگار اعلام می‌کند و از آنان می‌خواهد که در مورد سدهٔ پیشِ رو پیش‌بینی‌هایی به عمل آورند. بعدها معلوم شد که پیش‌بینی‌های آنان تا حد زیادی خوش‌بینانه بوده و در ضمن، تقریباً هیچ‌یک از رخدادهای مهم قرن بیستم نظیر اختراع خودرو، رادیو و تلویزیون، بروز دو جنگ جهانی، کشف انرژی اتمی، پرواز به فضا و البته ظهور رایانه در فهرست آینده‌نگاری آنان یافت نمی‌شد.
نخستین فعالیت آینده‌شناسی در قالب یک بررسی علمی در سال‌های ۱۹۳۰ تا ۱۹۳۳ توسط گروهی از پژوهشگران و با سرپرستی ویلیام اف آگبرن (William F.Ogburn) در زمینه جامعه‌شناسی که علم نوپایی شناخته می‌شد، در آمریکا انجام گردید. این گروه برای نخستین‌بار روش‌شناسی علمی همچون برون‌یابی (Extrapolation) و بررسی‌های علمی را در مورد روندهای اجتماعی روز آمریکا به انجام رسانده و ضمن انتشار اولین کاتالوگ روندها در آن کشور، موفق به آینده‌بینی‌های مهمی از جمله افزایش نرخ مهاجرت و ازدیاد طلاق شد. همچنین بلافاصله پس از جنگ جهانی دوم، و به دنبال تجزیه و تحلیل فناوری‌های مورد استفاده در آلمان و ژاپن، شیوه‌های نوینی برای آینده‌شناسی ابداع شد و در نتیجهٔ آن دستاوردهای مهم فناوری در دهه‌های ۱۹۵۰ و ۱۹۶۰ شامل رادار، موشک‌های بالیستیک قاره‌پیما و حمل و نقل هوایی از قبل پیش‌بینی شد.
در دوران جنگ سرد و رقابت جنگ‌افزارهای هسته‌ای، دغدغه مهم دست‌اندرکاران نظامی، پیش‌بینی زنجیره رخدادهایی بود که پس از یک رویارویی احتمالی هسته‌ای می‌توانست اتفاق بیافتد. از همین رو، نخستین بازی‌های جنگی War Games پدید آمد. این‌ها شبیه‌سازی‌هایی از یک رویارویی هسته‌ای بودند که احتمالات مختلف را بررسی و موشکافی می‌کردند. شکل کامل‌تر این مدل‌ها، موجب به وجود آمدن سناریویی شدند که امروزه یکی از مهم‌ترین ابزارهای آینده‌شناسی محسوب می‌شود. با کمک این سناریوها، زنجیره رویدادهای متصور در یک زمان بسیار کوتاه پس از آغاز یک جنگ هسته‌ای، قابل تصور و مدلسازی بوده و در نتیجه می‌توان واکنش‌ها و چگونگی بدست آوردن آمادگی‌های لازم برای روبرو شدن با چنین جنگی را تدوین نمود. این همانند همان نقشی است که سناریو به‌عنوان یک ابزار در آینده پژوهی فعلی بازی می‌کند.
عامل دیگری که باعث رشد آینده‌شناسی شد، دگرگونی درطراحی و ساخت جنگ‌افزارها بود. در سال‌های جنگ دوم جهانی، تانک‌ها، هواپیماها و کشتی ها در مدت زمان نسبتاً کوتاهی طراحی، تکمیل و ساخته می‌شدند. اما بعدها با پیچیده ترشدن انواع جنگ‌افزارها (موشک‌های قاره‌پیما، زیر دریایی‌های هسته‌ای و…)، کار برنامه ریزان صنایع جنگی دشوار شد بدین معنا که مدت درازی مثلاً ده سال از آغاز طراحی تا ساخته شدن نخستین نمونه محصول بطول می‌انجامید. در نتیجه فناوری بکارگرفته شده در آغاز طراحی، در طول پیشرفت پروژه دچار تغییرات بنیادین شده و اغلب در برهه ساخت نمونه نخستین، از رده خارج محسوب می‌شد.
در سال ۱۹۶۴ نیاز به پیش‌بینی فناوری، منجر به انجام یکی از مشهورترین ارزیابی‌ها با استفاده از روش دلفی Delphi گردید. در چارچوب حمایت‌های بنیاد رند Rand، خبرگان فناوری‌های مختلف طی یک پروژه مشترک مأمور شدند که فناوری‌های نوظهور در یکصد سال آینده را پیش‌بینی نمایند. بررسی آنان شش مقوله «دگرگونی‌های پراهمیت علمی»، «مهار جمعیت»، «اتوماسیون»، «پیشرفت در زمینه دانش هوافضا»، «جلوگیری از جنگ» و «سامانه‌های جنگی» را شامل می‌شد. این روش از افراد می‌خواست که ضمن ارائه ارزیابی خود، پراکندگی پاسخ‌های سایر خبرگان را نیز در نظر گرفته و پس از بحث در مورد تفاوت‌ها، نهایتاً ارزیابی‌های بازنگری شده خود را ارائه کنند. نتایج این روش به طرز شگفت‌انگیزی در پیش‌بینی ظهور فناوری‌های دهه‌های پسین، دقیق بود.
آینده پژوهی در مقام یک فعالیت عمومی از دهه شصت آغاز شد. برتراند دوژوئنل Bertrand de Jouvenel نخستین پژوهش نظری در مورد آینده را به نام «هنر گمان» نوشت. او در این زمینه با اشاره به این که «هیچ واقعیتی در مورد آینده وجود ندارد»، نتیجه گرفت که یافتن مدارک و استنتاجات برای آینده، نیازمند روش‌هایی غیر متداول می‌باشد.
هوشیاری نسبت به زمینه‌های آینده‌شناسی از همین زمان آغاز شد. هاریسون براون Harrison Brown در کتاب خود به نام «چالش پیش روی آینده بشر» در سال ۱۹۵۴ بسیاری از مسائل بوم‌شناسی ecological و مسائل مربوط به توسعه را که انسان در حال حاضر با آن روبروست، پیش‌بینی کرد. راشل کارسون Rachel Carson با نوشتن کتاب «بهار خاموش» Silent Spring که در سال ۱۹۶۲ منتشر شد، با تصویرکردن دنیایی بدون سینه سرخ (نوعی پرنده)، آغازگرجنبش زیست‌محیطی بود. واکاوی مسائل مربوط به آینده در کتاب «بمب جمعیت» اثر پاول ارلیشPaul Ehrlich و نیز کتاب محدودیت‌های رشدLimits to Growth به نقطه اوج می‌رسد. انتشار این آثارو پیش‌بینی فروپاشی جامعه صنعتی دنیای آن زمان را دچار شوک روحی نمود. بعدها، رویدادهایی نظیر ترور برادران کندی و مارتین لوتر کینگ، جنگ ویتنام، بحران نفتی و رسوایی واتر گیت نشان داد که آینده‌شناسان در پیش‌بینی این موضوع درست عمل کرده‌اند.
آینده‌شناسان مثبت‌اندیش نیز در دهه ۶۰ بسختی مشغول بودند. دانیل بل Daniel Bell جامعه‌شناس برای نخستین بار اصطلاح «جامعه فرا صنعتی» را در کتابی به همین نام بکار برد. بل سرآغاز تعداد زیادی از آینده پژوهان نظیر مارشال مک لوان Marshall Mcluan، آلوین تافلرAlvin Toffler و جان نیسبیت John Naisbitt
بود که آینده مورد پیش‌بینی آن‌ها گرچه کمی دیر محقق شد ولی دنیا دیدارگر تحولات بنیادین در زمینه ارتباطات و کسب و کار از طریق ظهور رایانه‌های شخصی در دهه ۸۰ و ظهور اینترنت در دهه ۹۰ بود. آینده و آن هم از نوع دیجیتال وارد شده بود.
باز این دهه ۶۰ بود که در آن آینده‌شناسی به عنوان یکی از رشته‌های نوین دانش پایه‌ریزی شد. نخستین دوره آموزشی آینده پژوهی در سال ۱۹۶۳ توسط جیم دیتورJim Dator در بنیاد پلی تکنیک ویرجینیا تدریس شد. کوتاه مدتی پس از آن وندل بل Wendell Bell سری دوره‌های آموزشی خود در دانشگاه ییل Yale را آغاز نمود.
پس از انتقال دیتور Dator به گروه علوم سیاسی دانشگاه هاوایی، وی دوره‌های آینده‌شناسی متمرکزی در آن دانشگاه برای دانشجویان دوره‌های فوق لیسانس و دکترا ایجاد نمود. در سال ۱۹۷۴ نخستین دوره تخصصی فوق لیسانس برای آینده‌شناسی در دانشگاه هوستون توسط جیب فاولز Jib Fowles و کریس دید Chris Dede برپا شد. بعدها مشابه این دوره در دانشگاه‌های ماساچوست، آکرون، مینه سوتا، یو اس سی و دانشگاه ایالتی پورتلند نیز دایر شد. (شوربختانه هم‌اکنون بجز دانشگاه‌های هاوایی و هوستون بقیه دوره‌ها تعطیل شده‌اند)
دو سازمان پراعتبار آینده‌شناسی جهان یعنی World Futures Society)WFS)یا انجمن آینده دنیا و همچنین World Futures Studies Federation)WFSF)یا فدراسیون جهانی آینده‌شناسی، در همین دوران به ترتیب در سال‌های ۱۹۶۷ در آمریکا و ۱۹۷۳ در پاریس تأسیس شدند. WFS افزون بر عضوگیری بیش از ۴۰۰۰۰ نفر تا کنون، تنها در آغاز دهه ۸۰ متجاوز از ۵۰۰۰ نفر را در همایش‌های گوناگون آینده‌شناسی حاضر کرده و نیز موفق به انتشار مجله نامدار «آینده پژوه» Futurist گردید. از طرف دیگر WFSF که نسبت به WFS سازمان جهانی تری محسوب می‌شود، آینده‌شناسان سرتاسر گیتی را در یک انجمن حرفه‌ای گرد هم آورده‌است. همچنین در دهه ۸۰ انتشارات السویرElsevier مجله معروف «آینده هاً را بنا گذاشت که هم‌اکنون معتبرترین نشریه آموزشی و فکری در زمینه آینده‌شناسی محسوب می‌شود. بعدها در آغاز دهه ۹۰، فصلنامهٔ معتبر» تحقیق در مورد آینده هاً توسط WFS ونشریه «آینده نگاری» توسط انتشارات کمفورد Camford Publishing
به نشریات مربوط به آینده‌شناسی اضافه شدند.
در حال حاضر آینده‌شناسی از پهنه گسترده‌تری نسبت به دوران طلایی ۱۹۶۰ و اوایل ۱۹۷۰ برخوردار است. دنیای امروز نسبت به آن سال‌ها آمادگی و صراحت بیشتری برای در نظر گرفتن آینده دارد. بر خلاف آن دوران، آینده‌شناسی تنها به‌شمار اندکی از نویسندگان و استادان محدود نمی‌شود بلکه دنیای کسب و کار، دولتمردان و فرهیختگان همگی در حال بیداری و درک این واقعیت هستند که برای اینکه آینده موفقی داشته باشیم باید بر روی آن تمرکز کنیم. بدین ترتیب است که برنامه‌ریزی راهبردی بر مبنای چشم‌اندازها و متکی بر سناریوها، امکانپذیر خواهد بود.
با این وجود، برنامه‌های آموزشی و تحصیلی در زمینه آینده‌شناسی در طول سال‌ها به جای اینکه گسترده‌تر شوند، کمتر شده‌اند. به جای آن دوره‌هایی همچون هوش رقابتی Competitive Intelligence و مدیریت راهبردی Strategic Management، بدور از وابستگی‌های نظری و ایدئولوژیک آینده پژوهی ازبسیاری از ابزارهای آن بهره‌گیری می‌کنند. در پایان، خاطر نشان می‌شود که آینده‌شناسی احتمالاً سرنوشتی نظیر سایرعلوم اجتماعی خواهد داشت بدین معنی که کارکرد این علوم ضمن انگیزش علاقه اجتماع به موضوعی پراهمیت و بهره‌گیری از ابزارتکوین شده مناسب برای آن موضوع، تقریباً کاملاً آکادمیک بوده ولی از نظر کاربردی دنبال کردن این دانش به ویژه توسط کسب و کارها و بنگاه‌های دولتی، انجام می‌شود.

## فایدهٔ آینده‌شناسی
اندیشیدن دربارهٔ آینده برای کارها و اقدامات کنونی انسان امری ضروری است. واکنش بدون اندیشیدن به آینده امکان‌پذیر است، اما کنش امکان‌پذیر نیست، چرا که عمل نیاز به پیش‌بینی دارد. بدین ترتیب، تصویرهای آینده (آرمان‌ها، اهداف، مقاصد، امیدها، نگرانی‌ها و آرزوها) پیشران‌های اقدامات فعلی ما هستند؛ بنابراین آینده امری است که مردم می‌توانند آن را با اقدامات هدفمند خود طراحی کرده و شکل دهند. مردم برای آنکه خردمندانه عمل کنند، بایستی نسبت به پیامدهای اقدامات خود و دیگران آگاهی و شناخت کافی داشته باشند. همچنین واکنش‌های دیگران و نیروهایی را که خارج از کنترل آن‌هاست بررسی کنند. این پیامدها تنها در آینده خود را نشان می‌دهد. بدین ترتیب، افراد نه تنها می‌کوشند امور در حال رخ دادن را بفهمند، بلکه می‌کوشند اموری را که شاید رخ دهد یا بالقوه امکان رخ دادن دارد یا در شرایط خاصی در آینده اتفاق خواهد افتاد، نیز بشناسند. افراد با بهره بردن از این شناخت حدسی موقعیت کنونی خود را تشخیص داده، کارهایشان را دنبال کرده، از بستر زمان و فضای مادی و اجتماعی می‌گذرند.

## آینده‌شناسی فردی

### معرفی
آینده‌شناسی فردی به (به انگلیسی: Personal Futures Studies) برگرفته از واژهٔ آینده‌شناسی است که بیانگر به‌کارگیری روش‌های آینده پژوهی در زندگی افراد می‌باشد. در واقع، آینده‌شناسی فردی تلاش نظام‌مند فرد برای شناخت خود و شکل بخشیدن به آیندهٔ خود می‌باشد. آینده‌شناسان، کسب و کارها و دولت‌ها در سراسر دنیا، از روش‌هایی استفاده می‌کنند که به آن‌ها فرصت درک، اکتشاف و برنامه‌ریزی برای آینده را می‌دهد. از آن مهمتر، می‌دانند که چگونه بر آینده تأثیر گذاشته و آن را تغییر دهند. حال در آینده‌شناسی فردی، این روش‌ها در سطح فردی، خانواده و کسب و کارهای کوچک به کار برده می‌شوند. در حقیقت، سیستم آینده‌شناسی، راهنمایی است که کمک می‌کند فرد نگاهی سیستماتیک به آینده‌اش داشته باشد. این سیستم گام‌های ساده و کوتاهی دارد که به خلق آیندهٔ دلخواه منتهی می‌شود. دنیای اطراف تا اندازه‌ای برای زندگی ما تصمیم می‌گیرد. با این حال، اگر فردی برای زندگی خود برنامه‌ای داشته باشد، زمانی که تصمیمات روزمره را می‌گیرد، هرچقدر هم که کوچک باشند، در جهت برنامه و آینده‌ای که برای خود می‌خواهد، پیش خواهد رفت. در فرایند آینده‌شناسی فردی روش‌ها و تکنیک‌های مشابهی بکار می‌روند که آینده‌شناسان به‌طور موفقیت‌آمیز برای سازمان‌های بزرگ در دهه‌های گذشته به کار برده‌اند؛ که برای تناسب برقرار کردن با زندگی یک فرد یا یک خانواده مقیاس شان کاهش یافته‌است. مراحل آن به صورت زیر است: گام۱: شناخت فردی گام۲: ساخت سناریوهایی بر اساس شناخت فردی گام۳: برنامه‌ریزی استراتژیک بر اساس این سناریوها

### نظریه پردازان مطرح
خانم اوته هلن فون رایب نیتز (Ute Helene von Reibnitz) اولین آینده‌شناس باسابقه در جهان است که با نگارش کتاب there is always an alternative ژانر آینده نگری شخصی را معرفی کرده‌است. او در این اثر آینده نگری شخصی را در هشت گام عملی با رویکرد سناریوتینکینگ مدل‌سازی کرده‌است. کتاب او به ۶ زبان از جمله فارسی ترجمه شده‌است. خانم رایب نیتز را می‌توان اولین آینده‌شناس اروپایی دانست که در این زمینه فعالیت‌های آموزشی گسترده هم داشته‌است.
در جهان اولین بار ورن ویلرایت (Verne Wheelwright) (دکتری آینده‌شناسی دانشگاه لیدز انگلستان) پایه‌گذار آینده‌شناسی فردی بوده‌است. ورن ویلرایت (Verne Wheelwright) (دکتری آینده‌شناسی دانشگاه لیدز انگلستان) هم دیگر آینده‌شناسی است که در کتاب خود به آینده‌شناسی فردی پرداخته‌است. او اطمینان داشت که روش‌های آینده‌شناسی، نه تنها اثر بخش اند، بلکه باور داشت مقیاس پذیر نیز هستند، یعنی که این روش‌ها به همان اندازه که در طول دهه‌ها برای سازمان‌های بزرگ سراسر دنیا ارزشمند بوده‌اند، برای افراد و سازمان‌های کوچک نیز ارزشمنداند.
برای اثبات این مقیاس پذیری، در دوره دکتری دانشگاه متروپولیتن لیدز ثبت نام کرد. پایان‌نامهٔ وی در آینده‌های فردی ارائه شده‌است: آینده نگاری و آینده‌شناسی برای افراد، به وضوح مقیاس‌پذیری و مفاهیم و روش‌هایی که توسط آینده‌شناسان حرفه‌ای سراسر دنیا به کار رفته‌اند را نشان می‌دهد. کارگاه‌های آموزشی و کنفرانس‌های تکمیلی او، ارزش کاربردی و قابلیت استفاده از روش‌های آینده‌شناسی فردی برای افراد را نشان دادند. کتاب کار آینده‌های فردی ویل رایت، به عنوان کتاب درسی در دانشکده‌ها و دانشگاه‌ها اتخاذ شده‌است و هزاران نسخه به زبان‌های گوناگون توزیع شده‌اند.
در ایران هم سعید خزائی (دکتری آینده‌شناسی دانشگاه تهران) مدل بومی و روش‌های آینده‌شناسی فردی را توسعه داده‌اند.

## اهمیت آینده‌شناسی
سرعت تغییرات آنچنان سرسام‌آور است که دیگر نمی‌توان با روش‌های سنتی با آن‌ها کنار آمد. «اگر با تغییرات همگام نشوید، زیر چرخ عظیم تغییر خرد خواهید شد». امّا آیا امکانی برای آگاهی یافتن از آینده برای ما وجود دارد؟ قطعاً در مورد آینده هیچ چیز یقینی وجود ندارد و این از اصول آغازین آینده‌شناسی است. اما اصل دیگری هم وجود دارد که: انسان می‌تواند در سرنوشت آینده تأثیرگذار باشد. در این میانه دانشی زاده می‌شود که کوشش می‌کند با پیش‌بینی عوامل اثرگذار در تغییرات آینده به صورتی دوگانه، هم مهار تغییرات را در دست گیرد و هم جامعه را برای این تغییرات آماده کند. آینده‌شناسی فراتر از پیش‌بینی است و ادعای پیش‌گویی هم ندارد. آینده‌شناسی هنر شکل‌دادن به آینده‌است، به آن شکل که آینده را می‌خواهیم. کسانی که این دانش را در دست دارند هم‌اکنون هم به آینده جهان به دلخواه خواستهٔ خود، شکل می‌دهند. می‌توان کشورها و جوامعی را دید که نتوانستند خود را با تحوّلات سازگار کنند و از این جهت از هم فروپاشیدند. آن‌ها ذات تغییر را درست نشناختند. آینده‌شناسی از این منظر دانش شناخت تغییرات است. شناخت آینده از حیاتی‌ترین علوم مورد نیاز هر انسانی است.

## پیش‌فرض‌های آینده‌شناسی
یکی از پیش فرض‌های آینده‌شناسی اذعان به وجود گزینه‌های متعدّد آینده‌است:
- آیندهٔ امکانپذیر: هر چیزی اعم از خوب یا بد، محتمل یا بعید، می‌تواند در آینده رخ دهد.

- آینده‌های رخ دادنی یا محتمل: آنچه به احتمال بسیار زیاد در آینده به وقوع خواهد پیوست (مبتنی بر استمرار روندهای کنونی در آینده).

- آینده‌های دلخواه: آنچه بهینه‌ترین و دلخواه‌ترین رویداد آینده به‌شمار می‌رود.

- هدف: محتمل ساختن آینده‌های دلخواه یا ترجیح داده شده‌است. بدین منظور باید ازآنچه که می‌خواهیم بیافرینیم تصویری روشن و شفاف در ذهن داشته باشیم (به ویژه از ارزش‌هایی که می‌خواهیم بر جوامع آینده حاکم باشند).

- هدف: توجّه به آینده‌های ممکنی است که علی‌رغم تردید در رخ دادنشان، تحقق برخی از آن‌ها اثر بزرگی بر زندگی مردم می‌گذارد.

## رویکردهای آینده‌شناسی
به حکم عقل سلیم مردم از هم‌اکنون باید بدانند که آینده ممکن است آبستن چه پیشامدهایی باشد؛ کدام پیشامدها احتمال وقوع بیشتری دارند؛ و در میان آن‌ها کدام‌یک از مطلوبیت بیشتری برخوردار است. بر همین بنیان، سه رویکرد به مطالعهٔ آینده وجود دارد:
- آینده‌شناسی واکاوانه یا تحلیلی، که گاه آینده‌شناسی اکتشافی نیز نامیده می‌شود.

- آینده‌شناسی تصویرپرداز

- آینده‌شناسی هنجاری، که گاه آینده‌شناسی مشارکتی نیز نامیده می‌شود.

## برخی روش‌های مورد استفاده در آینده‌شناسی
- دیده‌بانی آینده
- دلفی
- واکاوی روندها
- واکاوی پیشران‌ها
- سناریو پردازی
- چشم‌انداز سازی
- نقشه راه
- پس نگری
- مدل‌سازی
- شبیه‌سازی
- ترکیبی از روش‌های بالا

## دیده‌بانی آینده
- دیده‌بانی در معنای عام عبارت است از زیر نظر داشتن یک زمینه خاص با هدف شناسایی چالش‌ها و فرصت‌های آتی موجود در آن زمینه.
- دیده‌بانی افزون بر آینده، برای موضوعاتی که در مجاورت زمانی با پندارش‌های (پارادایمهای) کنونی می‌باشند، نیز انجام می‌شود.
- دیده‌بانی به ویژه برای شناسایی اولیه حوزه‌های کلیدی جهت انجام ژرف کاوی بعدی و سناریوسازی یا تهیه نقشه راه برای آن‌ها بسیار رویکرد سودمندی است.

## دلفی
- دلفی نوعی مشاوره شامل ۲ مرحله است. گام یکم شامل پخش پرسشنامه با هدف جستارش دیدگاه‌های اولیه از طیف بزرگی از کارشناسان یک حوزهٔ خاص می‌شود. پاسخ‌ها گردآوری و جهت نظرسنجی دوباره برای همه شرکت کنندگان در همه‌پرسی پس فرستاده می‌شود.
- دیگر پرسشی که از شرکت کنندگان همه‌پرسی مطرح می‌شود، خودارزیابی آنهااز سطح صلاحیت خودبرای پاسخ به پرسش‌ها است.
- دلفی روش خوبی برای بدست آوردن یک تصویر کلی از چیزهایی است که در یک زمینه خاص از علوم در حال رخ دادن است. ارسال دوباره پرسشنامه‌ها برای شرکت کنندگان نهایتاً باعث می‌شود که نوعی اجماع نظر در مورد پیش‌بینی آینده آن حوزه بدست آید.
- لازم به یادآوری است که این روش نیاز به وقت و هزینه زیادی دارد؛ زیرا ممکن است دفعات رفت و برگشت این پرسش‌نامه‌ها زیاد شود. در عالم کاربرد با دستیابی به درصد خاصی از اجماع و همرایی (consensus)این چرخه را پایان می‌دهند.

## روندکاوی
- روندها، الگوهای تغییر در چیزهای پراهمیت از دید مشاهده گر هستند که در طول زمان بوقوع می‌پیوندند.
- دیده‌بانی روندها: نخستین گام در آینده پژوهی، کشف روندهایی است که هم‌اکنون در جریان هستند.
- این روش در حقیقت پیش‌بینی آینده از روی قرائن و شواهد تاریخی است که تغییرات یک داده در گذشته نشان می‌دهد.
- روندکاوی به ویژه برای سنجش کارایی سیاستگذاری‌ها و نمایان ساختن مشکلات در حال ایجاد، سودمندمی‌باشد.
- کاستی عمده این روش، ساده انگاری نهفته در آن است. در عمل، پیش‌بینی آینده به سادگی و با تعقیب روند گذشته یک داده به ندرت امکان‌پذیر بوده‌است. این روش بیشتر برای نگاهبانی از داده‌هایی با تغییرات آرام همچون «اطلاعات و آمار سرشماری» مناسب است.

بهتر است این روش در مورد بررسی آینده موضوعاتی که نسبت به متغیرهای بیرونی، تغییرات فوری و سریع
نشان می‌دهند (نظیر قیمت نفت) صرفاً به‌عنوان یک بررسی مقدماتی بکار گرفته شود و از روش‌های دیگر
آینده پژوهی به‌عنوان روش اصلی استفاده شود.
یک دوره بحران (که طی آن تعداد گزینه‌های واکنش محدودتر خواهد بود) می‌تواند یک مرحله از روندهای
تغییر باشد. با توجه به این موضوع، شناسایی هرچه زودتر یک روند میزان انعطاف‌پذیری سازمان در
تعامل با مراحل مختلف روند تغییر را افزایش می‌دهد.
روش‌های عمده شناسایی روندها:
- شناسایی رویدادهایی که علی‌رغم ااحتمال ناچیز وقوع، اثر بسیار شدیدی باقی می‌گذارند WildCards
- رصد منابع اطلاعاتی Scanning
- شناسایی پیشران‌ها Driving Forces

## تجزیه و تحلیل پیش رانها
- برای شناسایی پیشران‌هایی که روندهای آتی را شکل می‌دهند، از این روش بهره‌گیری می‌شود. با این روش به ویژه می‌توان تعامل بین پیشران‌ها را مورد بررسی دقیق قرار داده و بدین طریق پیشران‌های اصلی که شکل دهنده آینده هستند، را تشخیص داد.
- از این روش می‌توان به‌عنوان مبنایی برای تدوین سناریوها، نقشه راه یا چشم‌انداز استفاده کرد.
- برای سنجش کارایی سیاست‌های اتخاذ شده و نیز برای پیش آگهی از مشکلات در حال ایجاد، روش خوبی است.

از چالش‌های پیش روی استفاده از این روش، کمی‌کردن ارتباط بین پیشران‌های مختلف می‌باشد.

## سناریوپردازی
- سناریوها تصاویری از آینده‌های محتمل هستند. این تصاویر دروناً به هم وابسته هستند.
- سناریوها، از اطلاعات مربوط به احتمالات و روندهای متنوع (و بعضاً واگرا)، تصاویری باورپذیر و دروناً سازگار از آینده ایجاد می‌کنند.
- هدف از بکارگیری سناریوها، ایجاد فضایی از ممکنات است که در آن کارایی سیاست‌های اتخاذ شده در برابر چالش‌های موجود آینده در بوته آزمایش قرار می‌گیرند. سناریوها همچنین کمک می‌کنند که هم چالش‌ها و هم فرصت‌های بالقوه ولی غیرمنتظره شناسایی شوند.
- سناریوها باکشف سیستماتیک چالش‌ها و فرصت‌های پیش رو، در خدمت تدوین استراتژی‌ها قرارمی‌گیرند.
- سناریوها تنها حدسیات در مورد آینده نیستند. سناریو پردازی کمک می‌کند تا بیندیشیم چگونه در شرایط محیطی متفاوت آینده، پیروزمندانه به هدایت امور بپردازیم.
- تدوین مجموعه‌ای از چندین سناریوی متمایز و مقید کردن «عدم قطعیت لایتناهی» به یک حدومرز، برنامه‌ریزی سیستماتیک برای انجام اقدام‌های لازم در سازمان را ممکن می‌کند. معمولاً ۳ یا ۴ سناریو برای هرآینده پژوهی تهیه می‌شود.

## چشم اندازسازی
- چشم‌اندازسازی، تجسم و ایجاد تصویری غنی والبته نه چندان دقیق از آینده‌است.
- چشم‌انداز بر خلاف سناریو که رد پا از اکنون به آینده مشهود است، بیشتر شبیه پرش به آینده‌است و لزوماً نمی‌توان نحوه تدوین چشم‌انداز را دید. به همین دلیل اخذ تأیید ذینفعان (Stakeholders) برای شروع کار صرفاً بر اساس چشم‌انداز، کاری مشکل است.
- برای مثمر ثمر بودن، چشم‌انداز باید مقرون به واقعیات و به دور از خیال پردازی باشد.

## نقشه راه
- نقشه راه، گام‌هایی را که باید برای نیل به یک هدف برداشت، تعیین می‌کند. طیف وسیعی از انواع نقشه راه وجود دارد.
- به عنوان مثال یک نقشه راه مربوط به تکنولوژی معمولاً شامل ارزیابی از مقولات زیر است:
  - پیشگام‌های اجتماعی
  - پیشگام‌های علوم مختلف
  - تکنولوژی‌ها و کاربردهای آنها
- نقشه راه به گمانه زنی درکشف محصولات مختلف ممکن در آینده کمک می‌کند و در عین حال بخش‌های کلیدی از علوم مختلف که برای ایجاد این محصولات لازم است، را نیز مشخص می‌کند.
- این روش به ویژه برای تعیین فهرست اقدام‌های لازم که باید برای ظهور یک فناوری جدید به انجام رسانده شود، بسیار مفید است.

## پس نگری
- پس نگری با تصور آینده مطلوب شروع می‌شود و سپس با تعیین قدم‌های لازم برای افزایش شانس رسیدن به آن آینده ادامه می‌یابد.
- این رویکرد تنها زمانی عملی است که اهداف آینده به روشنی و به دور از هر گونه ابهام تعیین شده با شند. در غیر اینصورت و در جایی که تعدادی اهداف بالقوه متناقض وجود داشته باشند بکارگیری متدولوژی سناریو ارجح است.

## مدل‌سازی
- کاربرد این روش در بررسی آینده یک سیستم و نیز جایی که درکی ازعوامل مؤثر بر تغییرات سیستم در طول زمان، وجود دارد، می‌باشد.
- این روش ابزار ارزشمندی جهت بررسی یک موضوع پیچیده می‌باشد و در آن بررسی‌ها بیشتر بر پایه ادراکات افراد صورت می‌گیرد تا شواهد. در نتیجه استفاده از این روش، سنجه ها(Metrics) در اختیار قرار می‌گیرند. این سنجه‌ها کمک می‌کنند تا تأثیر نسبی گزینه‌های مختلف ارزیابی شود ولی در اتکا به سنجه‌های بدست آمده از مدل‌ها، باید محتاط بود و محدودیت‌های آن‌ها را در نظر داشت.
- نکته مهم در این روش این است که برای ساختن و کالیبره کردن مدل‌ها، لازم است داده‌های خوبی در اختیار باشد.

## شبیه‌سازی
- در این رویکرد مثل بازی‌های کامپیوتری، از متولیان موضوع خواسته می‌شود که خود را به‌عنوان بازیگران یک سناریو فرض کنند و در مورد واکنش‌های خود تصمیم بگیرند. بدین ترتیب این رویکرد روش خوبی برای سیاست گذاران است تا نحوه تأثیر سیاست‌های فعلی خود را بر آینده، و میزان کارایی این سیاست‌ها را در دراز مدت، شبیه‌سازی کنند.
- شبیه‌سازی حتی می‌تواند در یک مدل کامپیوتری شکل گیرد. با کار کردن با این مدل کامپیوتری، امکان مشاهده تأثیرات تصمیمات بر مجموعه‌ای پیچیده فراهم می‌شود.
- شبیه‌سازی، روش خوبی برای مفاهمه با طیف وسیعی از مخاطبان دربارهٔ ماهیت پیچیده تصمیمات و سیاست‌ها و ایجاد تصویر گسترده‌ای از تأثیراجرای این سیاست‌ها، می‌باشد.
- تصویر موجود در این اسلاید، صفحه نمایش یک شبیه‌ساز سیلاب را نشان می‌دهد. این مدل به کاربران اجازه می‌دهد تأثیرات دراز مدت تصمیمات سرمایه‌گذاری را بر روی ریسک سیل مشاهده کنند.

## ترکیب روش‌های مختلف آینده‌شناسی
بهترین کار، بهره‌گیری از تعداد متنوعی از رویکردهای آینده‌شناسی در یک پروژه‌است. دیاگرام موجود در این اسلاید، مثالی از چگونگی بکارگیری و ارتباط رویکردهای مختلف آینده‌شناسی را با یکدیگر و ترتیب طبیعی استفاده از این تکنیک‌ها را نشان می‌دهد.

## یک مثال ساده برای معرفی رویکردهای مختلف آینده‌شناسی
تصور کنید در جایگاه مسئول ناوبری کشتی قرار دارید. هنگامی که مشغول دیده‌بانی افق مقابل هستید (رصد محیطی)، دو چیز نظر شما را به خود جلب می‌کند. «یک کوه یخ» و «یک کشتی تدارکاتی» که باید به آن بپیوندید. شما سرعت‌ها و جهت‌های محتمل کوه یخ و نیز کشتی تدارکاتی را بررسی می‌کنید (تجزیه و تحلیل روندها) و اطلاعات حاصله را وارد رایانه کشتی می‌کنید (مدل‌سازی). سپس مسیر حرکت را چنان ترسیم می‌کنید که به جای برخورد با کوه یخ به کشتی تدارکاتی بپیوندید (نقشه راه). در حین انجام تمام این فعالیت‌ها رؤیای خوردن غذای مطبوع و دیدار با دوستان قدیمی پس از پیوستن به کشتی تدارکاتی را در سر می‌پرورانید (چشم‌انداز سازی).
متوجه می‌شوید که سرعت‌ها و جهت‌های کوه یخ و کشتی تدارکاتی ممکن است تغییر کند؛ لذا شروع به بررسی بر روی گزینه‌های ممکن در خصوص این تغییرات می‌کنید تا این اطمینان حاصل شود که بیشترین بخت برای پیوستن به کشتی تدارکاتی وجود داشته باشد (سناریو پردازی). علی‌رغم تمامی این برنامه‌ریزی‌ها، شما می‌دانید که احتمال وقوع حادثه‌ای غیرمنتظره و برخورد با کوه یخ همچنان وجود دارد؛ لذا از خدمه کشتی می‌خواهید که به تمرین تخلیه اضطراری کشتی مبادرت ورزند (Gaming). هنگامی که آنان مشغول به تمرین هستند، شما خود را در موقعیت محتمل‌ترین وضعیت کشتی تدارکاتی فرض کرده و مراحل رسیدن به این وضعیت نهایی را ترسیم می‌کنید. (پس نگری Back casting)

## از دیدگاه آینده‌شناسان
- جیمز ایگلوی (آینده‌شناس؛ مدیر شبکه جهانی تجارت):

اگر بخواهیم انسان خوبی باشیم، ناگزیر باید آینده‌شناس باشیم. از منظر آزادی انسان، تصور آینده‌های گوناگون و سپس انتخاب میان آن‌ها موضوع بسیار حائز اهمیتی است. عکس این مدعا هم درست است. برای اینکه آینده‌شناس خوبی باشیم، باید بخواهیم که انسان خوبی باشیم، و به عبارت دیگر، نگران رفاه و سعادت دیگران باشیم. در این راستا لازم است بصیرت افراد نسبت به آینده به دانشی فراتر از اینکه «آینده چه هست؟» و حتی فراتر از اینکه «چه می‌تواند باشد؟» مجهز شود. جان کلام، این بصیرت باید به احساسی از اینکه «آینده چه باید باشد؟» مسلح گردد.
- ریچارد. ای. اسلاتر (بنیان‌گذار مرکز مطالعات آینده استرالیا):

در قرن بیست و یکم بایستی تفکر آینده‌نگرانه رواج یافته و مورد پذیرش همگانی قرار گیرد؛ درست همان‌طور که تفکر دربارهٔ گذشته و حال چنین شده‌است. در غیر این‌صورت مطمئناً راه دشواری را در پیش رو خواهیم داشت.

## انتقادهای وارد شده به آینده‌شناسی
انتقاد اولی که به آینده‌شناسی وارد شده است این است که مشابه همه چیز دیگر آینده هم تجاری‌سازی شده است به این معنی که آینده‌شناسان با چیزی که ایده یا حدس عالمانه‌ای بیش نیست، چیزی خلق می‌کنند که ارزش اقتصادی دارد و می‌تواند در بازار خرید و فروش شود.
در سال ۱۹۹۸ داگلاس راشکوف بلاگی نوشت با این مضمون که آینده‌شناسی به شکلی که امروزه به وسیله صاحب نظران سایبری انجام می‌شود بیشتر پروپاگانداست تا پیش‌بینی. پیش‌گوی مشکوکی را تصور کنید که بیماری وحشتناکی را در آینده مشتری اش می‌بیند فقط برای این که بتواند یک سری داروی گیاهی بفروشد و ویزیت مجددی داشته باشد. آینده‌شناسان از قدرت خودشان و ترسویی ما استفاده می‌کنند تا خودشان را سرکار نگه دارند. به همین ترتیب شرکتها و مجله‌هایی که آینده را به ما می‌فروشند، این کار را برای منافع خودشان انجام می‌دهند.
انتقاد دیگری که به آینده‌شناسی وارد شده است، این است که آینده‌شناسان بیشتر درگیر ایجاد آینده هستند تا پژوهش درباره آن. آنها ایده‌ها و مفاهیمی را به مشتریانشان می‌فروشند و آن مشتریان هم خودشان را با آن ایده‌ها و مفاهیم تطبیق می‌دهند . بنابراین پیشگویی آینده‌شناسان محقق می‌شود دقیقا به این دلیل که مشتریان برای آن پول پرداخت کرده‌اند و خودشان را برای چنان آینده ای آماده کرده‌اند! بنابراین در اینجا یک پارادوکس داریم: این که چه طور برای آینده آماده می‌شویم آینده را شکل می‌دهد! در واقع آینده بازتابی از روش آماده سازی ما برای آن است! 
قضیه توماس یکی از پایه‌های جامعه‌شناسی است که می‌گوید اگر انسانها موقعیت‌ها را واقعی در نظر بگیرند، تبعات آن موقعیت‌ها واقعی است. در واقع آینده‌پژوهی به این شکل کار می‌کند. اگر رویه خاصی را واقعی تعریف کنیم، تبعات واقعی در آینده خواهد داشت.